# 長久弦
長久 弦（ながひさ げん、1966年7月30日 - ）は、日本の演出家、テレビディレクター。番組制作会社「株式会社Gee」の代表取締役社長。

## 来歴・人物
東京都世田谷区出身。日本大学芸術学部放送学科卒業。
日本テレビのカメラマンだった父親の影響もあり、幼い頃からテレビディレクターを志す。
1989年にIVSテレビ制作に入社、『天才・たけしの元気が出るテレビ!!』（日本テレビ）に配属されると入社1年目からビートたけし付きを任される(本人談)。当時、総合演出であったテリー伊藤の元、キャリアを積み1991年、同番組でディレクターデビュー。29歳（1995年）で独立。1995年に放送が開始された『鉄腕!DASH!!』の立ち上げスタッフとして手掛け、ゴールデンタイムに進出後、総合演出となる。1998年、番組制作会社「株式会社ガッツエンターテイメント」をIVSテレビ制作の同僚、安西義裕とともに設立。『冒険!CHEERS!!』『週刊AKB』等、数多くの番組を企画・演出。2018年、番組制作会社「株式会社Gee」を設立。
その一方で、韓国の女性アイドルグループ「少女時代」の熱烈なファンで、少女時代ファンの間でも知られた存在。日本でコンサートが開催されると、数十万円をかけて作ったというオリジナルの少女時代スタジャンを纏ってすべての会場へと出向いている。推しメンはティファニー。いつかティファニーと会った時に韓国語で会話ができるようにとわざわざスクールに通い韓国語をマスターする。その後、少女時代とテレビ番組の収録時に会う機会があったものの、あまりの緊張からうまく話せない上に、ティファニーからは日本語で話しかけられたというエピソードを持つ。

## 主な作品

### 現在
- PRODUCE 101 JAPAN SEASON2（GYAO!)
- 濃縮PRODUCE 101 JAPAN SEASON2（GYAO!)
- JO1 HOUSE（GYAO!)
- JO1 HOUSE season2（GYAO!)
- JO1 HOUSE season3（GYAO!)
- OWV道（GYAO!)
- OWV道 弐（GYAO!)
- 24IDOL（Youtube公式チャンネル)
- INI STATION (GYAO!)
- INI STATION 2 (GYAO! 毎週金曜日 21時～)

### 過去

#### 日本テレビ系列
- 天才・たけしの元気が出るテレビ!!
- ビートたけしのお笑いウルトラクイズ
- 鉄腕!DASH!!→ザ!鉄腕!DASH!!
- 松本人志・中居正広VS日本テレビ
- X-TRAIL JAM IN TOKYO DOME ～スノーボード世界一決定戦～
- 冒険!CHEERS!!
- プリティガレッジ
- ガガガガガレッジセール
- 東京Jr.ジャンク
- 偉人の一生体験バラエティ！ゆりはかツーリスト
- スター☆ドラフト会議
- 中居正広のザ・大年表1, 2, 3, 4, 5, 6, 7
- 驚き！フォトろき写真館
- 完コピ!!名曲ダンスNo.1決定戦！
- 町おこし鬼ごっこバラエティー エスケーパー
- どれだけ食えスト 食に導かれしものたち
- どれだけ食えスト2
- どれだけ食えスト3 夢のSMAP対決スペシャル！！
- 走れ！メロス！！
- ザ・富士山
- 年末年始視聴率ベスト30
- ハダカっち
- 1億人が選んだ！ 今夜知りたいランキング
- 水曜サプライズ
- 億万笑者!〜S-1バトルへの道〜
- 誰だって波瀾爆笑
- 新感覚音楽バラエティー 全力! Tunes
- できるか！？ 神の領域
- ぼくらの7日間就職
- ハリコミらいおん!!
- 業界クイズ ミニキテ!
- びっくり!新世界地図 世界のスゴイ映像祭り あなたの知らない世界見せますSP
- くりびつ！仰天TV
- 面白いじわるクイズ 悪魔の出題者
- 有吉反省会
- 幸せ!ボンビーガール

#### フジテレビ系列
- ねるとん紅鯨団
- 超VIP
- テレビシャカイ実験 あすなろラボ
- 全力教室 成功へのマジックワード
- アナとウドン
- バイキング（フジテレビ 11:55−14:45）※水曜担当

#### テレビ朝日系列
- おしょうバズTV
- 志村&所の戦うお正月
- 極楽とんぼのとび蹴りヴィーナス→極楽とんぼのとび蹴りゴッデス→極楽とんぼのバスコーンつってんだろ！！
- 世界！！キテレツ超人大賞
- 笑いの金メダル
- 物々交換バラエティー えび→たい 日本でおなじみのアレが世界で大バケ！？ SP
- 超次元タイムボンバー
- たけしVS名球会
- その恋買います
- お顔学会
- 笑う妖精

#### TBS系列
- PRODUCE 101 JAPAN
- 所印の車はえらい
- 所さんのおバカで行こう

#### テレビ東京系列
- 大久保＆黒沢全部食べちゃうぞ！4　〜知らせざる世界遺産の都慶州＆安東〜
- 大久保＆黒沢全部食べちゃうぞ！3　〜お家で楽しむ美味しいソウルの旅〜
- 大久保＆黒沢全部食べちゃうぞ！　～韓国列車で行く全州・女子二人旅～
- 週刊AKB
- スター姫さがし太郎
- ピエール靖子
- TVチャンピオン 芸能人地理王選手権
- TVチャンピオン 芸能人弾き語り王選手権
- TVチャンピオン 新幹線王選手権
- 第1回 輝け！オールスター合唱コンクール

#### NHK
- さんぷんまる

#### MTV
- Tempura

#### DVD
- Tempura Vol.1 - 4
- 桜井"マッハ"速人の説明書
- KID 2004年大晦日までの180日間全記録
- ドナドナ ～なぜか悲しい物語～

#### CM
- 株式会社ディーエイチシー ミニトライアルキット

ABEMA
- JKJC流行語対象2020